# Croton rusbyi
Croton rusbyi là một loài thực vật có hoa trong họ Đại kích. Loài này được Britton ex Rusby mô tả khoa học đầu tiên năm 1896.